# Zethesides serangodes
Zethesides serangodes là một loài bướm đêm trong họ Noctuidae.